# L'Union sacrée (film, 1915)
Pour les articles homonymes, voir Union sacrée.
L'union sacrée est un film muet français réalisé par Louis Feuillade et sorti en 1915.

## Fiche technique
- Réalisation et scénario : Louis Feuillade
- Société de production : Société des Établissements L. Gaumont
- Pays de production : France
- Format : Muet - Noir et blanc - 1,33:1 - 35 mm
- Durée :
- Genre : Court métrage
- Date de sortie : France : avril 1915

## Distribution
- Édouard Mathé : l'industriel
- Claude Mérelle : sa femme
- Musidora : la dactylo
- Maurice Poitel : son fiancé
- Jean Jacquinet : le contremaître